# Batterhanchnal, Gangawati
Batterhanchnal là một làng thuộc tehsil Gangawati, huyện Koppal, bang Karnataka, Ấn Độ.